# Lichterengel

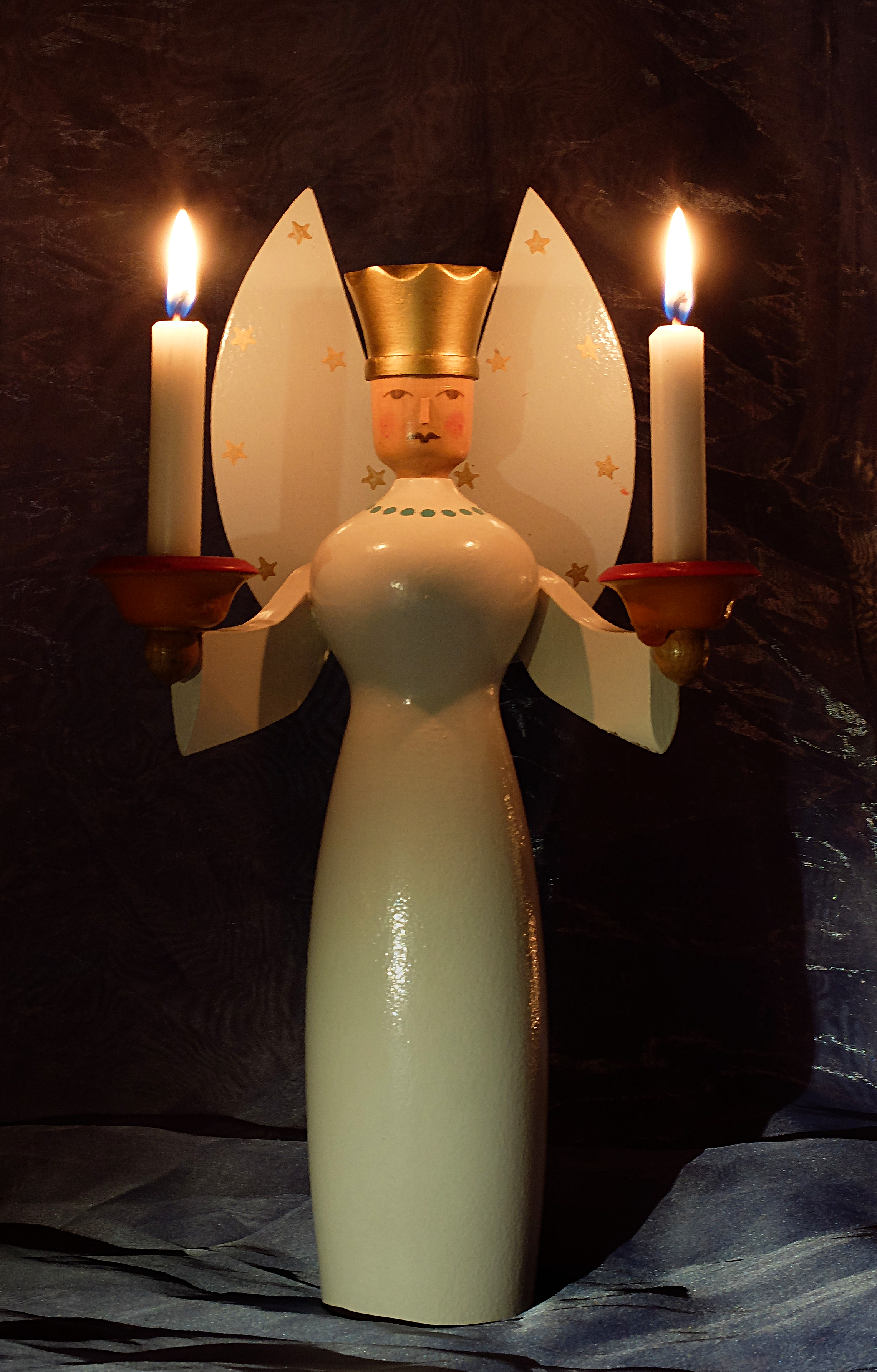
Lichterengel, um 1980

Lichterengel und Lichterbergmänner sind von Kunsthandwerkern oder im Kunstgewerbe hergestellte Figuren aus Holz,  meistens aus dem Erzgebirge und fast immer farbig gestaltet, die eine oder zwei Kerzen tragen und in der Advents- und Weihnachtszeit aufgestellt werden. Sie sind in der Regel Erzeugnisse der erzgebirgischen Volkskunst und entstehen durch Holzdrechseln oder als Einzelstücke durch Holzschnitzen. Vielfach werden sie als Symbole des weihnachtlichen Brauchtums im Erzgebirge angesehen.

## Vorläufer der heutigen Lichterengel

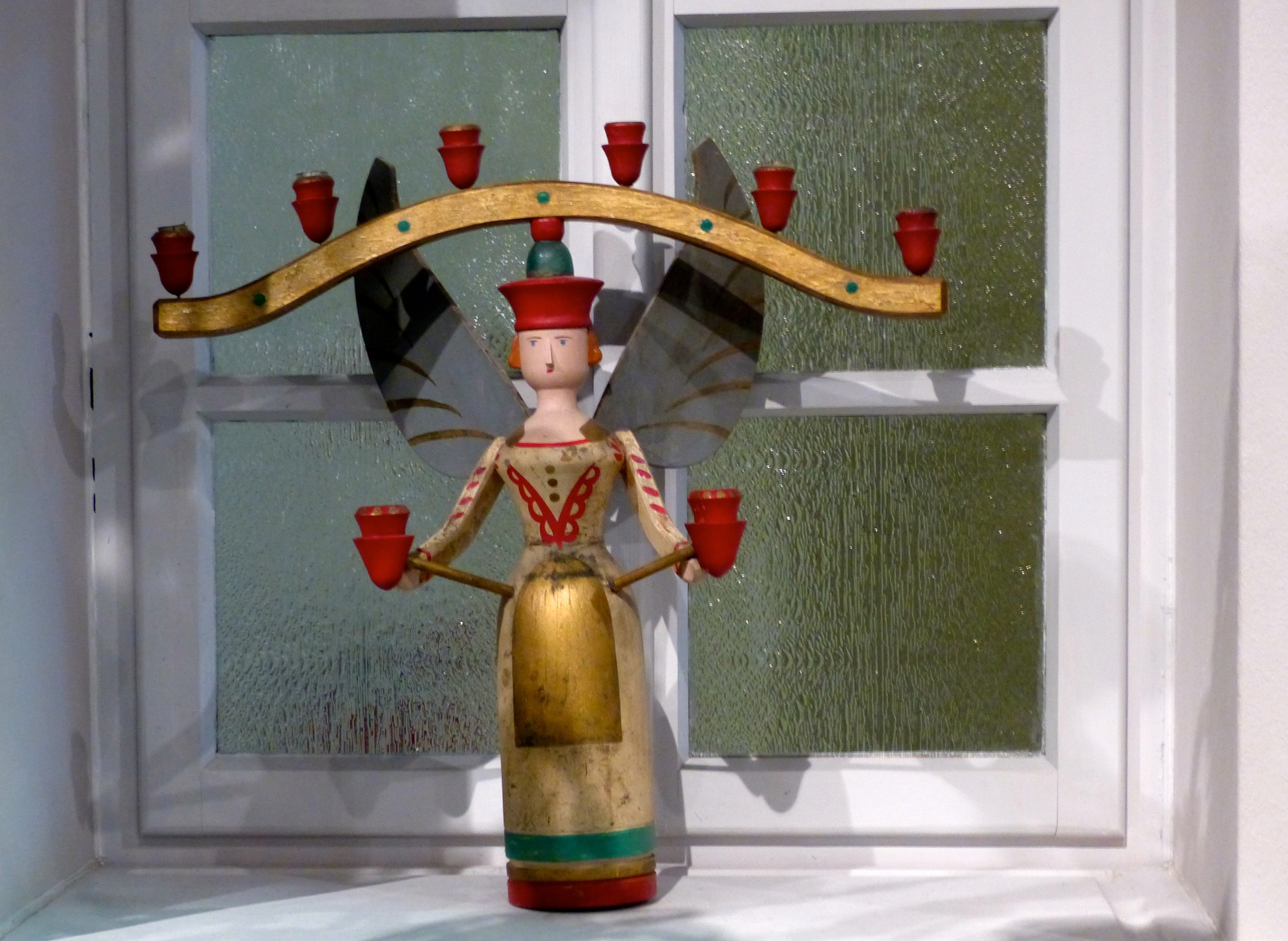
Lichterengel um 1900, Spielzeugmuseum Seiffen

Im 16. Jahrhundert entstanden kniende, lichtertragende Engelsgestalten für die Lorenzkirche in Nürnberg (Veit Stoß), fanden aber keine Verbreitung.
Die frühen Lichterengel waren Schwebeengel in Form eines Jünglings in langer Tunika (noch ohne Flügel), angelehnt an antike und hellenistische Geniendarstellungen und an Vorbilder in der jüdischen Kunst.
Im späten Mittelalter wurde aus der Tunika ein Kleid, und der Jüngling nahm mädchenhafte Züge an und trug ein Band oder einen Reif im Haar. Viele dieser Schwebeengel tragen ein Füllhorn oder einen Blumenkorb. In dieser Zeit kamen auch die Flügel dazu.
Aus dem Barock, als auch die Weihnachtskrippe entstand, stammen Engelsdarstellungen in Gestalt eines lediglich mit einem Lendenband bekleideten, beflügelten Kleinkindes (vermutlich von einer Putte abgeleitet). Zum Mettenspiel in der Kirche ließ man lebensgroße Figuren von der Decke herabschweben.
Heute werden wieder vereinzelt Schwebeengel nach alten Vorgaben hergestellt. In der Manufaktur der Träume in Annaberg-Buchholz sind einige alte Exemplare zu sehen.

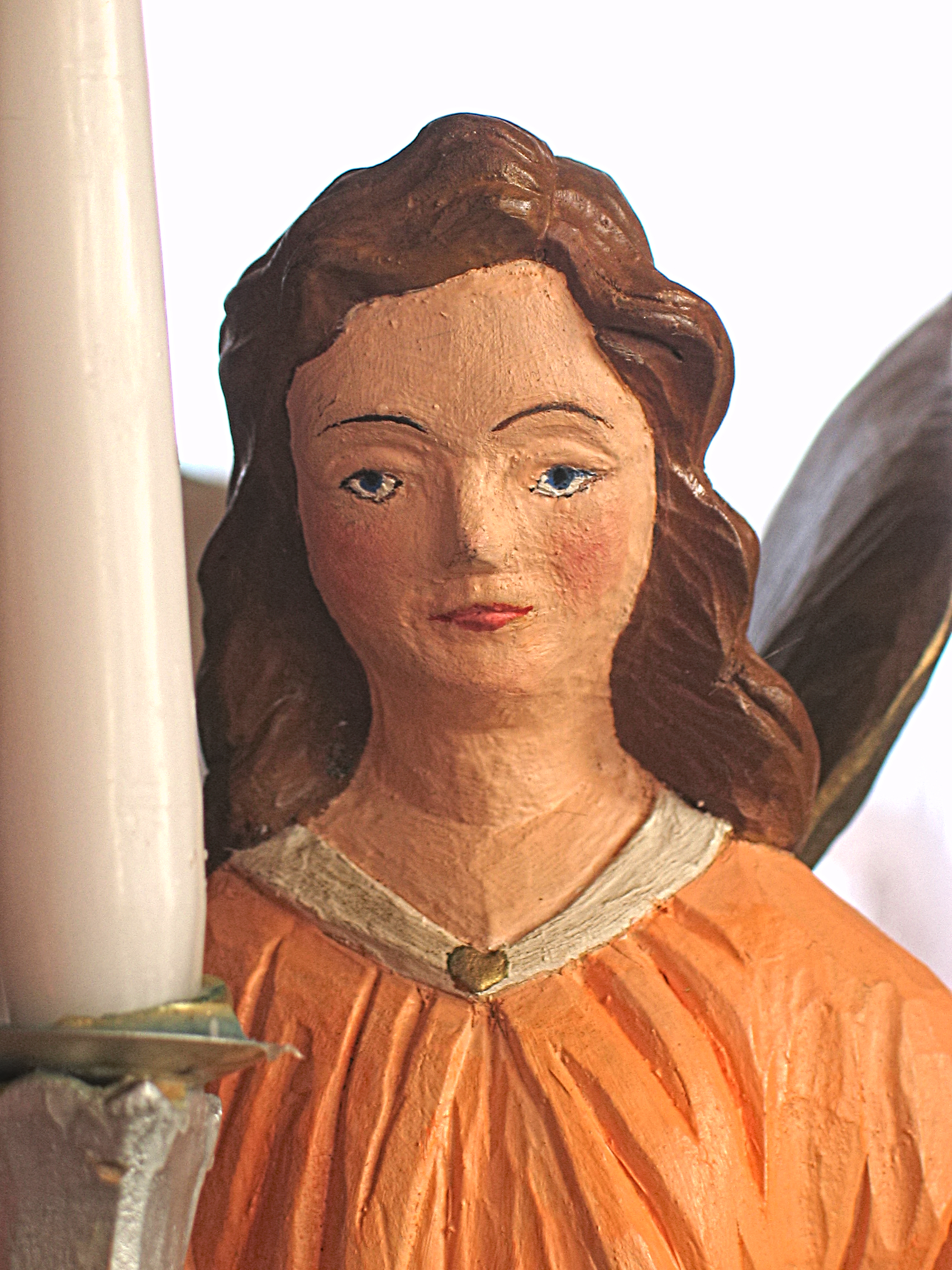
Lichterengel, geschnitzt, vor 1950

## Standengel als Lichterträger
Geschnitzte stehende Lichterengel sind nicht sehr verbreitet. Auch gedrechselte Engel sind vor 1830 kaum nachweisbar.
Mit der Entwicklung des Holzdrechselns und der Einführung der preiswerteren Stearin- und Paraffinkerze (nach 1860), konnten die Lichterträger in größeren Stückzahlen hergestellt und beleuchtet werden. Die ältesten erhaltenen Exemplare stammen aus dem Schneeberg des 19. Jahrhunderts. Nach dem Drechseln des Körpers („Dockendrehn“) erhielten die Engel in Handarbeit Arme und Hände sowie Füße aus plastischer Masse und wurden bemalt. Später wurden Arme, Hände und Füße aus Holz zugeschnitten oder gedreht und manchmal beschnitzt. Heute sind die unter Verwendung plastischer Masse für Arme und Hände, in der Regel als sog. Teigarme bezeichnet, hergestellten Figuren seltene Ausnahmen, die nur wenige Kunsthandwerker in ihrem Programm haben.
Die Nürnberger Kronendocke (Klapperpuppe für Kleinkinder) und Bilder des Nürnberger Rauschgoldengels von 1790 könnten Anregung für die Gestaltung gewesen sein. Der modische Engel des 18. Jahrhunderts war sehr schlank um die Mitte herum und mit einer hohen, walzenförmigen Krone und einem auf der Brust gekreuztem Schal ausgestattet. In der Mitte des 19. Jahrhunderts bekamen die engen Taillen ein weites, gefaltetes Oberkleid.
Schneeberger Figuren trugen meist einen Bogen mit drei Kerzen und waren häufig weiß mit dunkelrot gemustertem Unterkleid und bunten Kanten. In Oberwiesenthal bevorzugte man eine goldene Zackenkrone, die Engel trugen rechts ein Licht, die linke Hand stützte einen Kranz mit zwölf Kerzen, der auf der Kopfkrone ruhte. Durch das Ansetzen von Füßen wirkten diese Engel vergrößert.
Die bis heute üblichen „Seiffener Engel“ entstanden in Anlehnung an das Frauenprofil der damaligen Zeit, häufig tragen die Engel eine Schürze (symbolisiert die Hausfrau, den „Engel im Hause“). Blattgold auf den Flügeln, die aus Brettchen geschnitten wurden, reflektiert das Kerzenlicht und sorgt für mehr Helligkeit.
Die Engelskrone, früher mit Zacken oder Bögen, wurde zu einer schlichten Walze – so konnten mit geringerem Aufwand mehr Engel gedreht werden.
Drechseln als Handwerksberuf setzte sich besonders um Seiffen und Grünhainichen durch. Hier entstanden viele verschiedene Formen von Lichterträgern, auch der „Glockenengel“ und „Glockenbergmann“ aus der Werkstatt von Friedrich Wilhelm Füchtner.
Eine Besonderheit sind die selteneren Bein-Engel, erzgebirgisch Baa-Engel genannt, bei denen der Rock nicht bis zum Sockel reicht, auf dem sie stehen, sondern die Füße und ein Teil des Beins zu sehen sind. Die Herstellung ist aufwändiger, da nicht der ganze Rumpf durch Holzdrechseln in einem Stück entstehen kann, sondern der untere Teil des Körpers gesondert gedreht oder zugeschnitten und bei manchen Modellen auch noch beschnitzt werden muss.
Heutzutage gibt es die Lichterträger in allen Formen und Größen, für Kerzenbetrieb oder mit elektrischen Lichtern.

## Galerie

Geschnitzte Engelfiguren aus dem Westerzgebirge
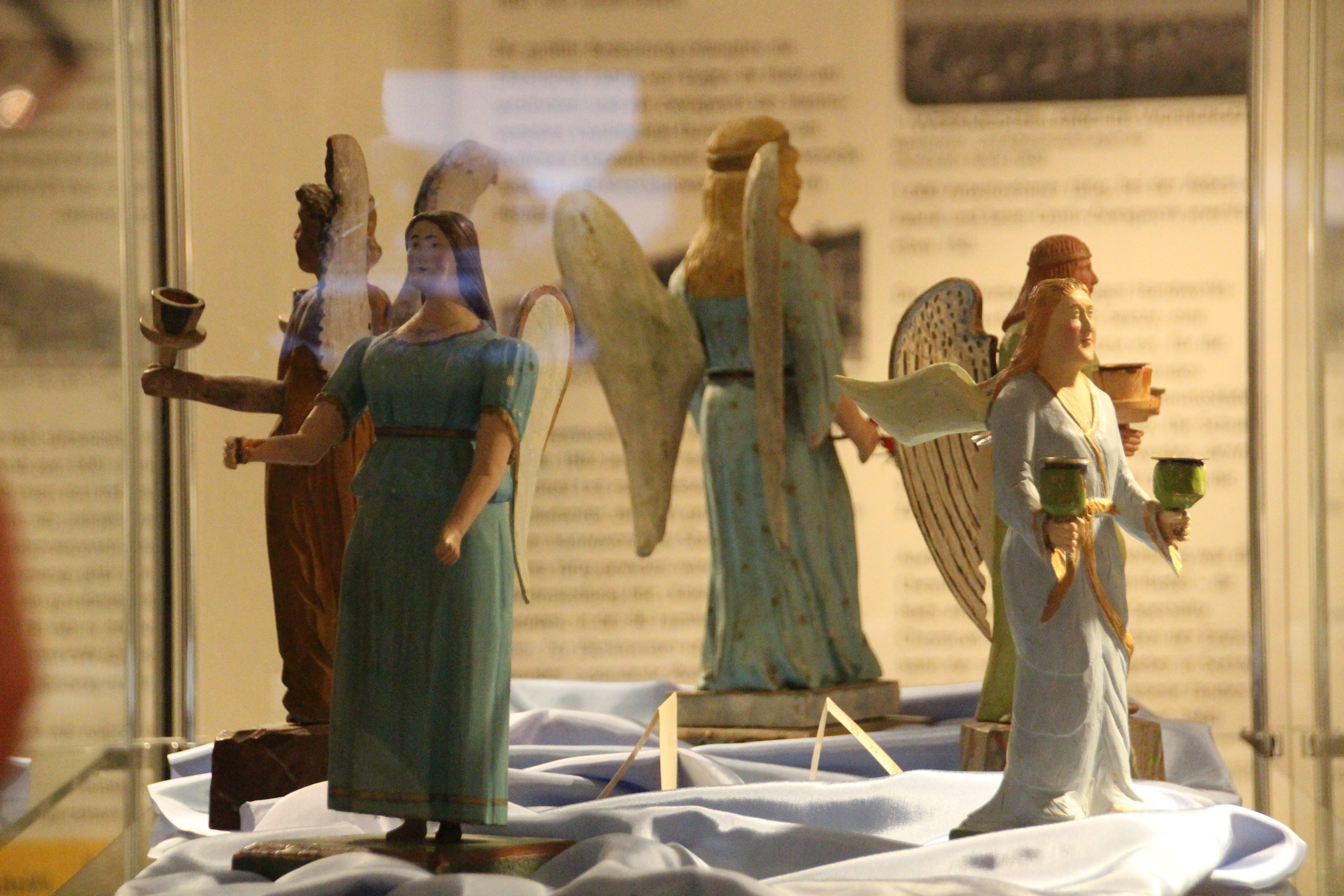
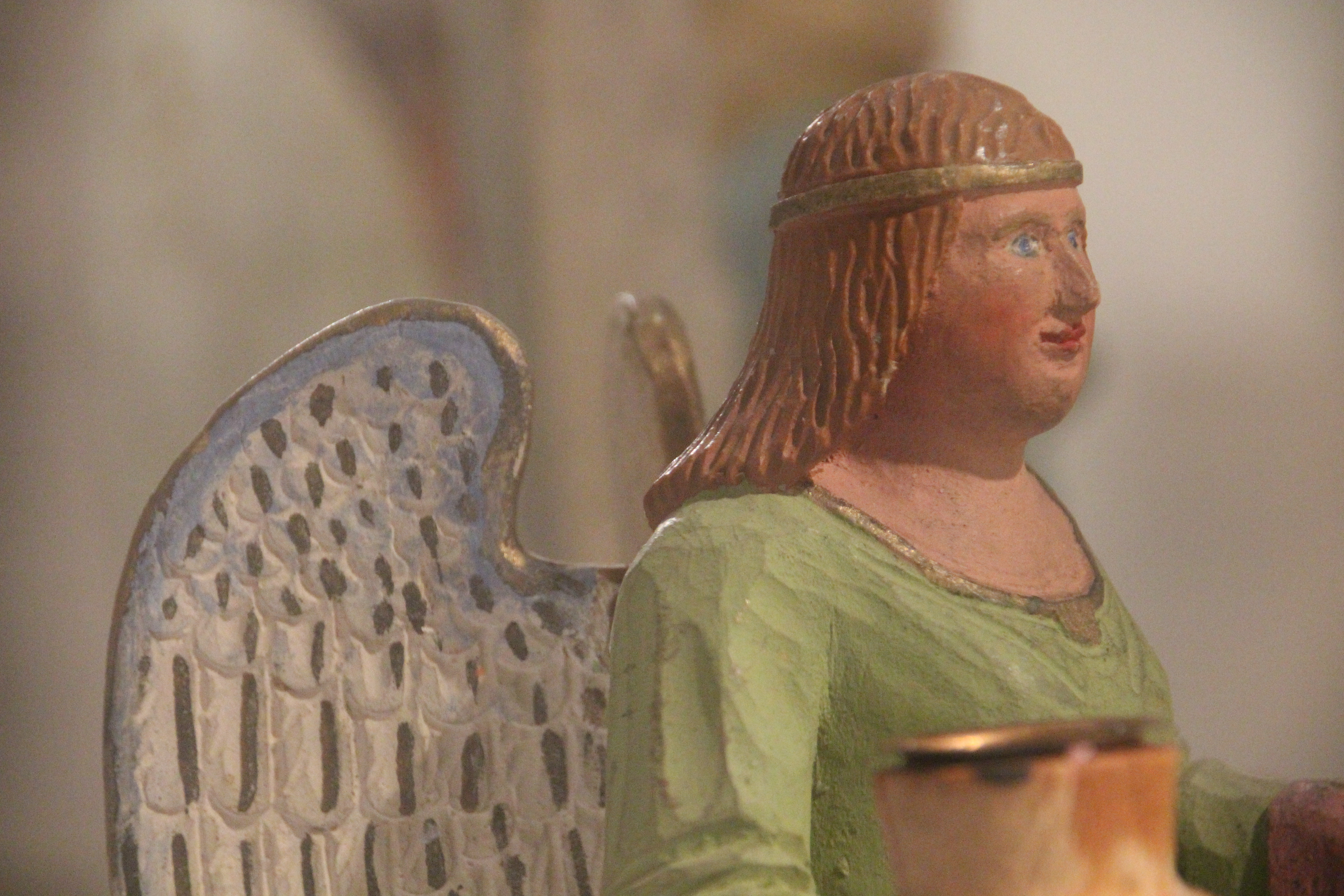
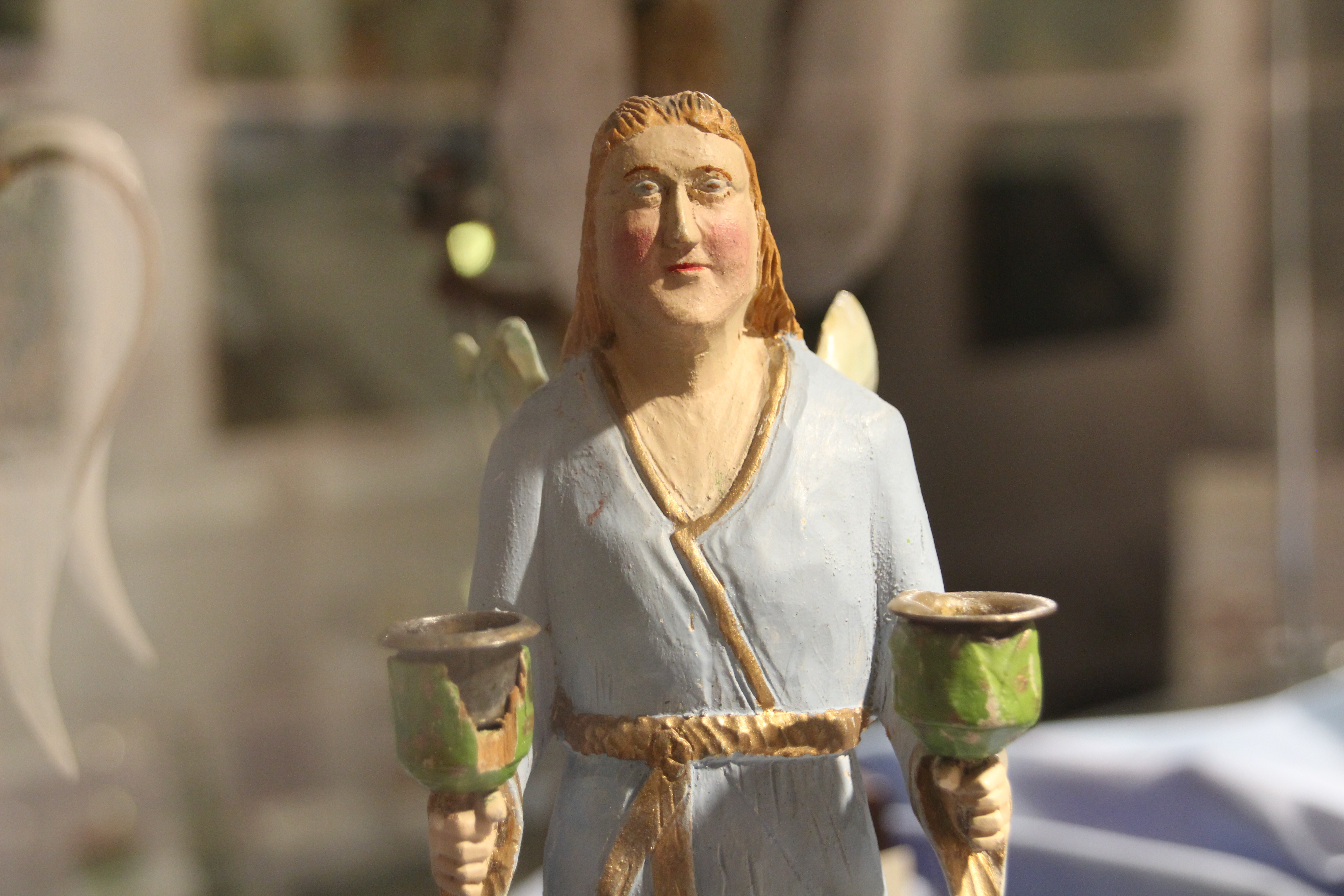
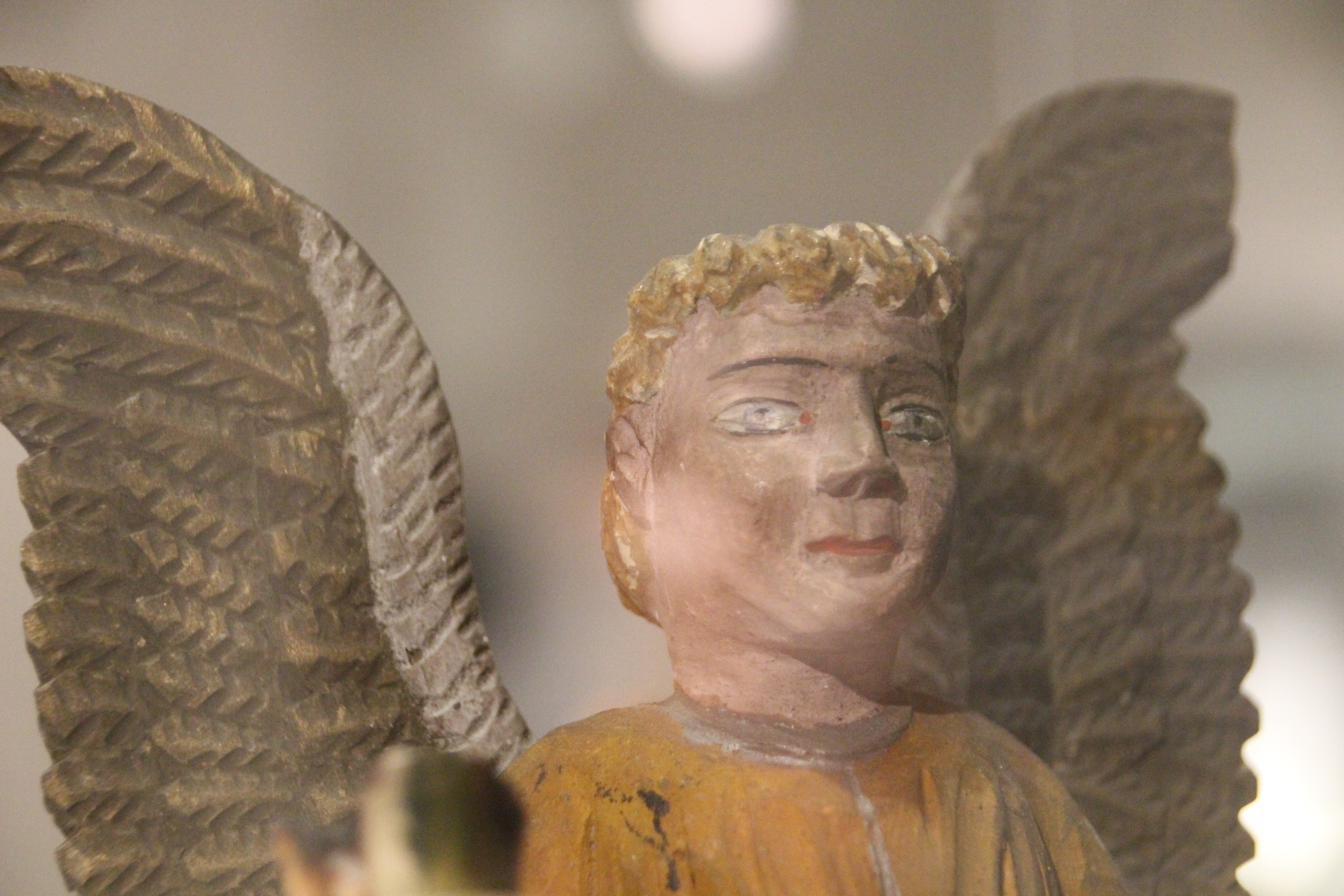
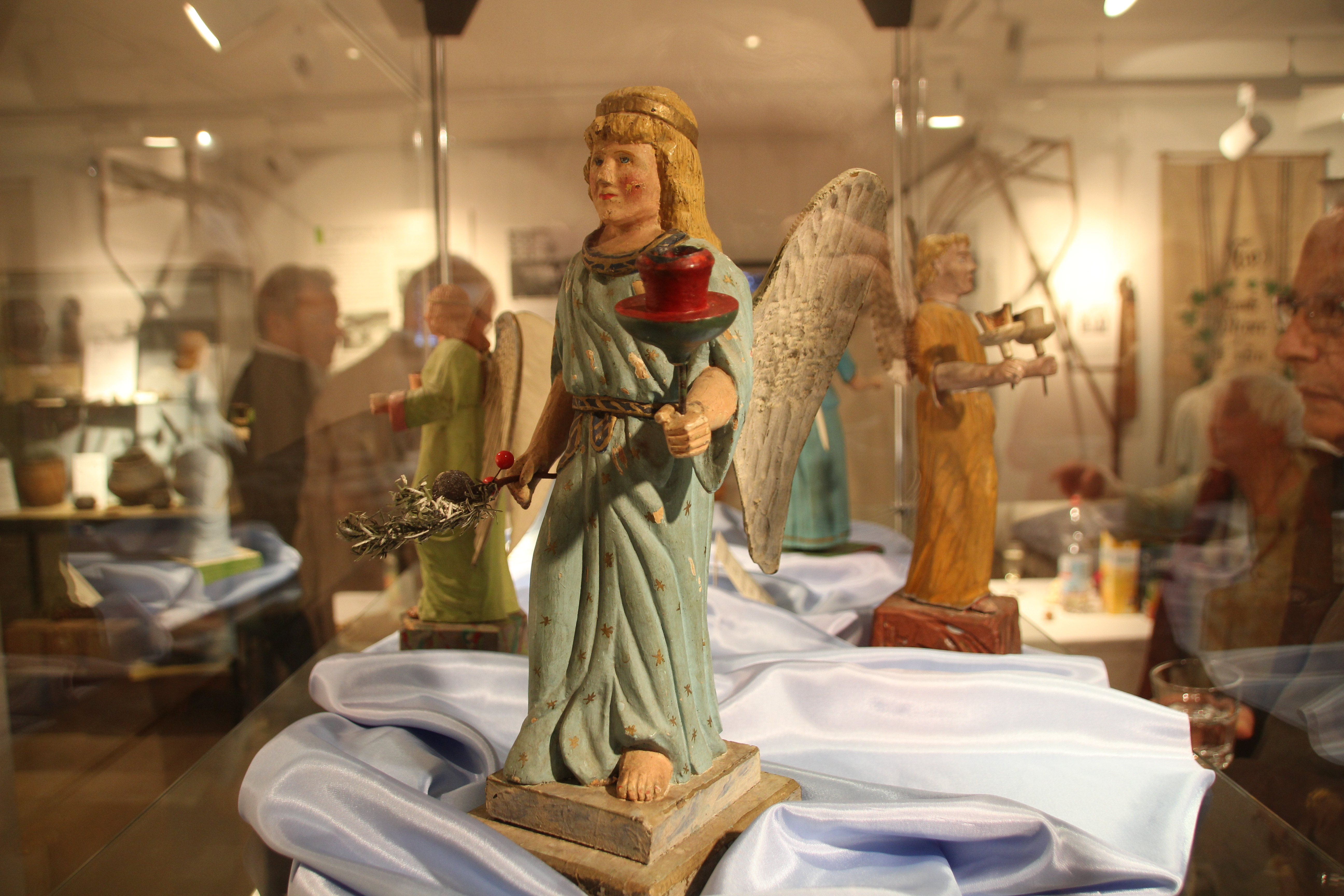
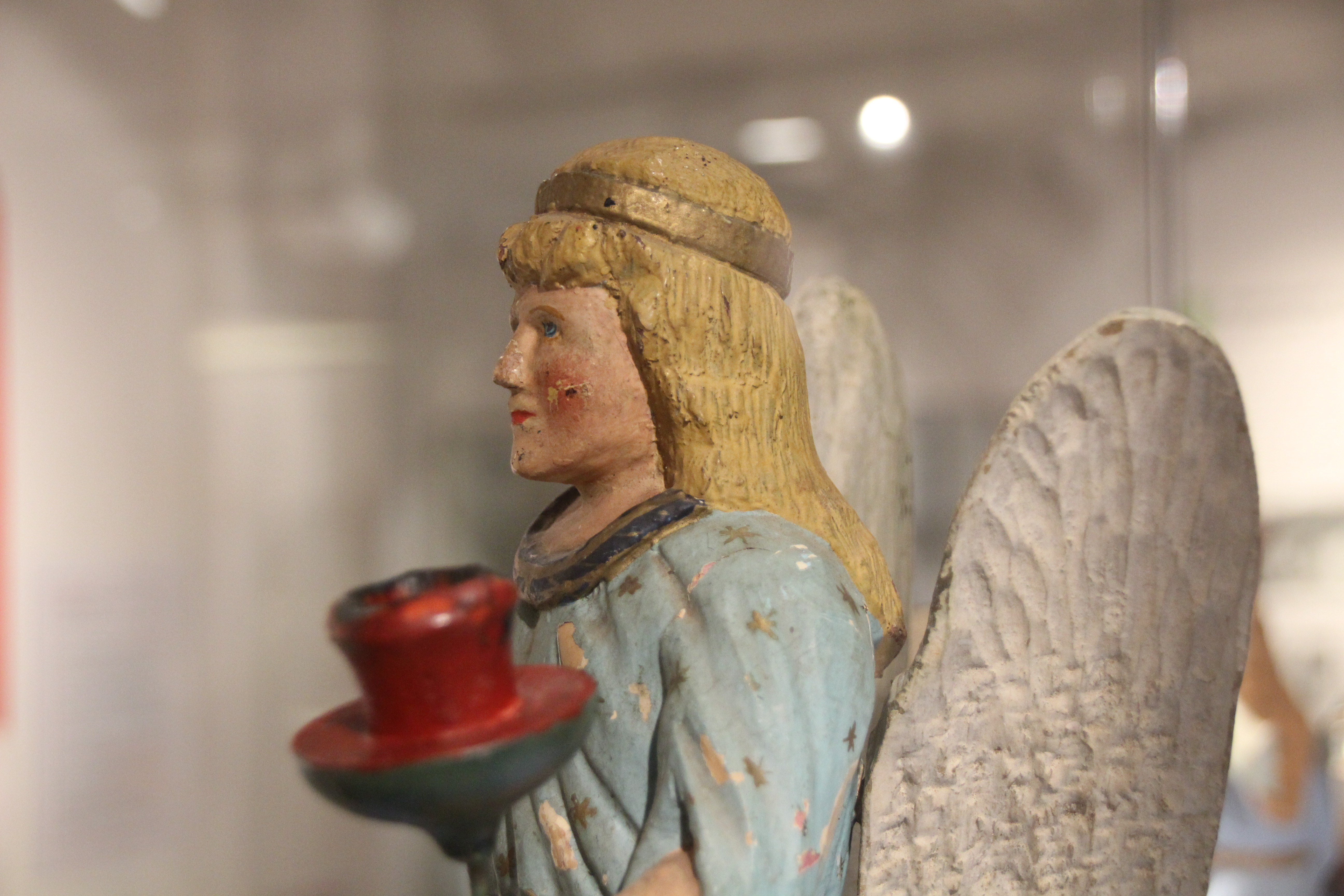